# Jajo filozoficzne
Jajo filozoficzne (łac. ovum philosophicum, ampulla sphaerica) − naczynie szklane w kształcie jaja umieszczone we wnętrzu atanora, w którym znajdowały się reagujące substancje procesu przemiany: złoto lub srebro i rozpuszczalnik uniwersalny (łac. tinctura universalis, tynktura). W jaju filozoficznym przebiegał proces alchemicznej przemiany kamienia filozoficznego.